# 平村 (富山県)
平村（たいらむら）は、かつて富山県東礪波郡におかれていた村。2004年（平成16年）11月1日に、市町村合併により南砺市となった。

## 概要
北と東は利賀村に、西は城端町および上平村、南は岐阜県白川村と境を接している村落であり、一般には五箇山として知られている。
平家の落人が住み着いたと伝えられており、ユネスコの世界遺産にも登録されている合掌造り集落で有名である。

## 地理
- 山：高坪山、人形山、高清水山
- 川：庄川
- 湖：祖山ダム湖

### 隣接していた自治体
- 城端町、上平村、利賀村
- 岐阜県白川村

## 行政
- 村長　中村義則（1991年から2004年）

## 経済

### 産業
- 産業人口（2000年国勢調査）
  - 第一次産業就業人口 55人
  - 第二次産業就業人口 302人
  - 第三次産業就業人口 419人

## 姉妹都市・提携都市

### 国内
- 半田市（愛知県）
  - 1997年4月28日友好都市提携
- 羽幌町（北海道）
  - 1979年9月11日友好都市提携

## 地域

### 教育
- 平村立平小学校（現在の南砺市立平小学校）
- 平村立平中学校（現在の南砺市立平中学校）
- 富山県立福野高等学校平高等学校（現在の富山県立南砺平高等学校）

## 交通
- 交通手段は道路に限られる。

### 道路
- 一般国道
  - 村内を走る一般国道：国道156号、国道304号

## 名所・旧跡・観光スポット・祭事・催事

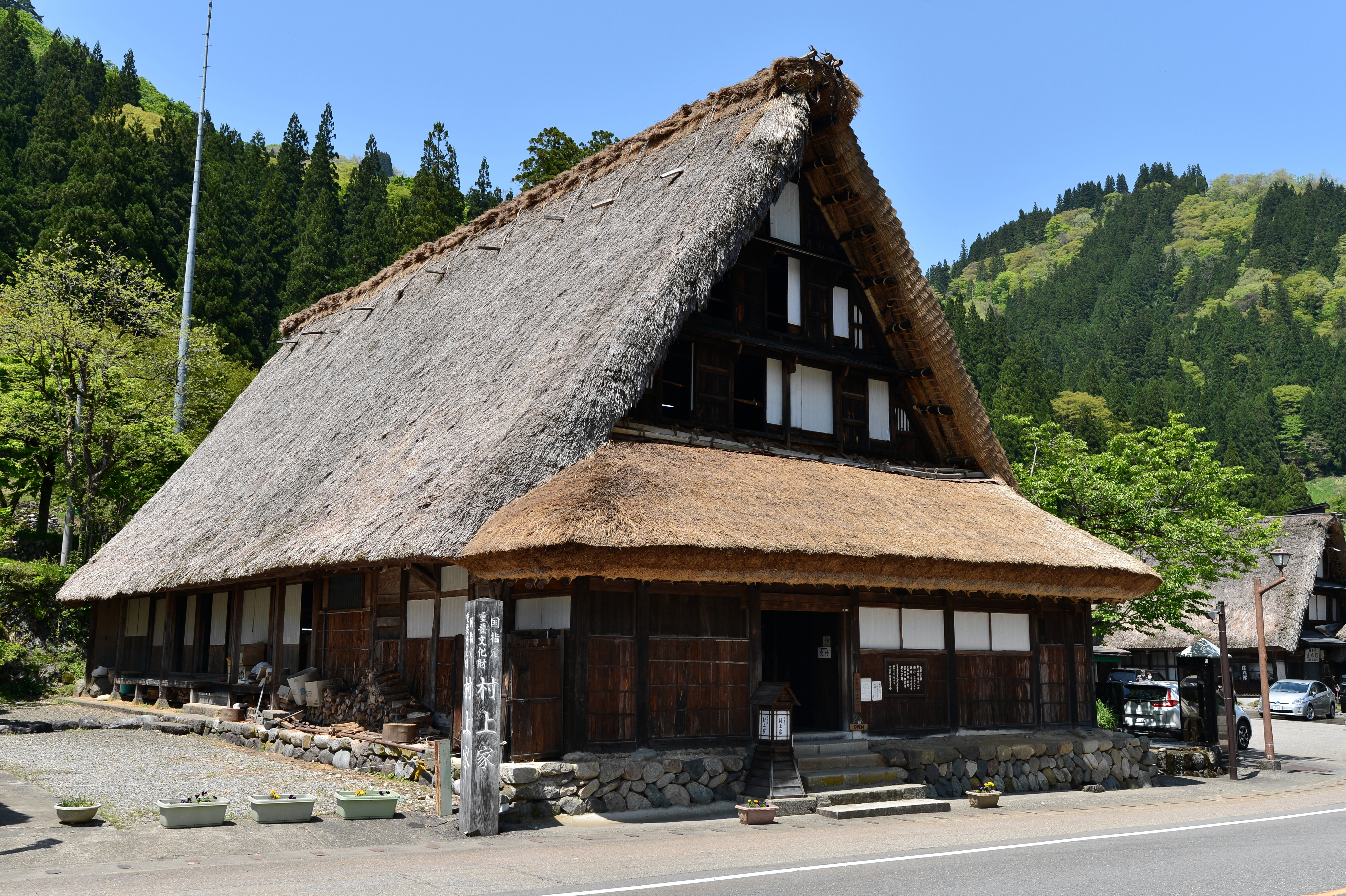
村上家住宅

- 五箇山麦屋まつり（9月23日・24日）
- こきりこ祭り（9月25日・26日）
- 五箇山和紙まつり（9月第3土・日曜）
- 相倉合掌造り集落
- 村上家住宅
- 羽馬家住宅
- 白山宮本殿
- 流刑小屋
- 五箇山の念仏道場
- 五箇山和紙の里
- 新五箇山温泉 ゆ～楽
- たいらスキー場

## 出身者
- 大瀬国隆 - 弦楽器弓職人
- 河森正治 - メカニックデザイナー、アニメーション監督